# Samsung Diamond League Doha 2012
Navigation
Édition précédente Édition suivante
Le Samsung Diamond League Doha 2012 s'est déroulé le 11 mai 2012 au Qatar SC Stadium de Doha, au Qatar. Il s'agit de la première étape de la Ligue de diamant 2012.

## Faits marquants
Dix meilleures performances mondiales de l'année ainsi que cinq records nationaux sont établis durant ce meeting.

## Résultats

### Hommes
| Épreuve          | Vainqueur                                  | Second                                         | Troisième                                    |
| ---------------- | ------------------------------------------ | ---------------------------------------------- | -------------------------------------------- |
| 100 m            | Justin Gatlin 9 s 87                       | Asafa Powell 9 s 88                            | Lerone Clarke 9 s 99 (=PB)                   |
| 200 m            | Walter Dix 20 s 02 (MR)                    | Churandy Martina 20 s 26 (SB)                  | Jaysuma Saidy Ndure 20 s 34 (SB)             |
| 400 m            | LaShawn Merritt 44 s 19 (WL,MR)            | Luguelín Santos 44 s 88 (NR)                   | Angelo Taylor 44 s 97 (SB)                   |
| 800 m            | David Lekuta Rudisha 1 min 43 s 10 (WL)    | Job Koech Kinyor 1 min 43 s 76 (PB)            | Andrew Osagie 1 min 44 s 64 (PB)             |
| 1 500 m          | Silas Kiplagat 3 min 29 s 63 (WL)          | Asbel Kiprop 3 min 29 s 78 (PB)                | Bethwell Kiprotich Birgen 3 min 31 s 17 (PB) |
| 3 000 m          | Augustine Kiprono Choge 7 min 30 s 42 (WL) | Eliud Kipchoge 7 min 31 s 40                   | Moses Ndiema Kipsiro 7 min 31 s 88           |
| 3 000 m steeple  | Paul Kipsiele Koech 7 min 56 s 58 (WL,MR)  | Richard Kipkemboi Mateelong 7 min 56 s 81 (PB) | Roba Gari 8 min 6 s 16 (NR)                  |
| Saut en hauteur  | Dimitrios Chondrokoukis 2,32 m (=WL)       | Jesse Williams 2,30 m                          | Mickael Hanany 2,30 m                        |
| Saut en longueur | Aleksandr Menkov 8,22 m                    | Godfrey Khotso Mokoena 8,10 m                  | Ndiss Kaba Badji 8,04 m                      |
| Lancer du disque | Piotr Malachowski 67,53 m(SB)              | Ehsan Hadadi 66,32 m                           | Zoltán Kövágó 65,77 m                        |

### Femmes
| Épreuve           | Vainqueur                                    | Seconde                                | Troisième                               |
| ----------------- | -------------------------------------------- | -------------------------------------- | --------------------------------------- |
| 100 m             | Allyson Felix 10 s 92 (MR)                   | Veronica Campbell-Brown 10 s 94        | Shelly-Ann Fraser-Pryce 11 s 00         |
| 800 m             | Pamela Jelimo 1 min 56 s 94 (WL, MR)         | Fantu Magiso 1 min 57 s 90 (NR)        | Janeth Jepkosgei Busienei 1 min 58 s 50 |
| 3 000 m           | Vivian Jepkemoi Cheruiyot 8 min 46 s 44 (WL) | Meseret Defar 8 min 46 s 49            | Sylvia Jebiwott Kibet 8 min 47 s 49     |
| 100 m haies       | Brigitte Foster-Hylton 12 s 60               | Kellie Wells 12 s 72                   | Phylicia George 12 s 79 (SB)            |
| 400 m haies       | Melaine Walker 54 s 62 (WL)                  | Kaliese Spencer 54 s 99                | Perri Shakes-Drayton 55 s 25            |
| Saut à la perche  | Anastasia Savchenko 4,57 m (PB)              | Silke Spiegelburg 4,57 m               | Nikoléta Kyriakopoúlou 4,50 m           |
| Triple saut       | Olga Rypakova 14,33 m                        | Keila Costa 14,31 m (SB)               | Françoise Mbango Etone 14,09 m (SB)     |
| Lancer du poids   | Nadzeya Ostapchuk 20,53 m (MR)               | Jillian Camarena-Williams 19,81 m (SB) | Nadine Kleinert 19,67 m (SB)            |
| Lancer du javelot | Maria Abakumova 66,86 m (WL)                 | Barbora Špotáková 66,17 m              | Christina Obergföll 64,59 m             |

## Légende
Records et Performances
- AR : Record continental (area record)
- CR : Record des championnats (championship record)
- MR : Record du meeting (meet record)
- NR : Record national (national record)
- OR : Record olympique (olympic record)
- PR : Record paralympique (paralympic record)
- PB : Record personnel (personal best)
- SB : Meilleure performance personnelle de la saison (season's best)
- WL : Meilleure performance mondiale de l'année (world leader)
- WJR : Record du monde junior (world junior record)
- WR : Record du monde (world record)

Circonstances et Conditions
- DNF : N'a pas terminé (did not finish)
- DNS : N'a pas pris le départ (did not start)
- DQ : Disqualification (disqualification)
- NM : Aucun essai valable enregistré (No Mark)
- Q : Qualifié « directement » au prochain tour (ou à la prochaine compétition), lors d'une compétition majeure, grâce au classement ou à la réalisation des minima (automatic qualifier)
- q : Qualifié au prochain tour (ou à la prochaine compétition), lors d'une compétition majeure, grâce au repêchage ou à la réalisation de l'une des meilleures performances parmi celles des « non qualifiés directement » (grâce au meilleur temps ou à la meilleure distance par exemple) (secondary qualifier)